# Seuil
Seuil település Franciaországban, Ardennes megyében. Lakosainak száma 182 fő (2022. január 1.). Seuil Ambly-Fleury, Annelles, Coucy, Ménil-Annelles, Mont-Laurent és Thugny-Trugny községekkel határos.

## Népesség
A település népessége az elmúlt években az alábbi módon változott:
| Lakosok száma | 220  | 172  | 158  | 164  | 142  | 139  | 158  | 170  | 173  | 182  |
|               | 1968 | 1982 | 1990 | 2006 | 2013 | 2015 | 2017 | 2019 | 2020 | 2022 |